# Degenerirana zvezda

## Degenerirana zvezda
Izraz degeneriranost se povezuje s stabilnostjo zvezd. Vsakdo izmed nas je že slišal o osnovnih delcih, ki sestavljajo snov, ki jo vidimo okoli nas. Na degeneriranost se tako nanašajo elektroni in nevtroni. Zato poznamo elektronsko degeneriranost in nevtronsko degeneriranost.

## Elektronsko degenerirana zvezda
Pri njih so elektroni tako zelo blizu protonov oz. atomskega jedra, da se jih takorekoč dotikajo. To se dogaja pri razvitih manj masivnih zvezdah, rdečih orjakinjah, kot tudi pri končni stopnji manj masivnih zvezd: belih pritlikavkah.
Pri rdečih orjakinjah gre za zvezde, ki so že zapustile »glavni niz«, kar pomeni, da se njihov vodik pretvarja v helij v tanki ovojnici, ki je tik ob jedru (vodikova ovojnica). Jedro je tedaj sestavljeno iz degeneriranega neaktivnega helija, ki še ni dosegel zadostne temperature in gostote, da bi se v njem ukinila elektronska degeneriranost plinov, in bi se v sredici začelo zlivanje helija v ogljik in kisik preko trojnega alfa procesa in preko reakcij CNO-cikla. Ko sta ta dva parametra presežena, manj masivna zvezda doseže helijev blišč. Zvezda ima maso manjšo od približno 2,35 mas Sonca. Tedaj takšna zvezda odvrže velikanske plinske ovojnice in se zopet močno skrči. Zvezda tedaj doseže stopnjo, ki se ji reče zvezda vodoravne veje; v njej se torej zliva helij v ogljik in kisik. Pri masivnejših zvezdah od 2,35 do degeneriranosti sloh ne pride, ker zvezda doseže potrebno temperaturo in gostoto v sredici, preden se ta degenerira.
Pri belih pritlikavkah pa gre za preostanke zvezd, ki imajo maso manjšo od Chandrasekharjeve limite, ki znaša 1,44 mase Sonc. V tipičnem primeru je bela pritlikavka velika stokrat manj kot Sonce (0,01 polmera Sonca - približni polmer Zemlje), pa vendar je v tej prostornini mase približno enako, kot jo ima Sonce. V tesnih binarnih zvezdnih sistemih, kjer je ena zvezda razvita rdeča orjakinja, druga pa je to stopnjo že prešla, in je sedaj degenerirana bela pritlikavka, pa slednja zaradi velike težnosti oz. sile gravitacije vleče curek snovi, ki se začne nabirati okoli ekvatorja pritlikavke. Ko enkrat pride ta do mase večje od 1,44 mase Sonc, ta eksplodira v eksploziji supernove razreda Ia. Od bele pritlikavke ne ostane ničesar, saj jo raznese, vendar pa sveti zaradi točno znane mase z vedno enakim izsevom. Zato so te zevzde primerne kot standardne sveče. Z njihovo pomočjo se dajo določiti oddaljene Galaksije.

## Nevtronsko degenerirana zvezda
V bistvu gre za eno samo velikansko zvezdno jedro, ki je sestavljeno iz nevtronov. Takšni zvezdni preostanek ima maso večjo od Oppenheimer-Volkove limite, katere vrednost znaša med 2-kratno in 3-kratno sončno maso.
To so v bistvu naprednejša stanja sesedanja masivnih zvezd, ki jih pritisk elektronsko degeneriranega ne zaustavi, kar pomeni da se ustvari nevtronska zvezda. Tipična velikost nevtronskih zvezd znaša približno 20 km.